# Xysticus apricus
Xysticus apricus är en spindelart som beskrevs av Ludwig Carl Christian Koch 1876. Xysticus apricus ingår i släktet Xysticus och familjen krabbspindlar. Inga underarter finns listade i Catalogue of Life.